# Гуанахуато (город)
Гуанахуа́то (исп. Guanajuato) — город в Мексике, столица штата Гуанахуато и административный центр одноимённого муниципалитета. Численность населения, по данным переписи 2010 года, составила 72 237 человек.
Город обслуживает Международный аэропорт Гуанахуато.

## История

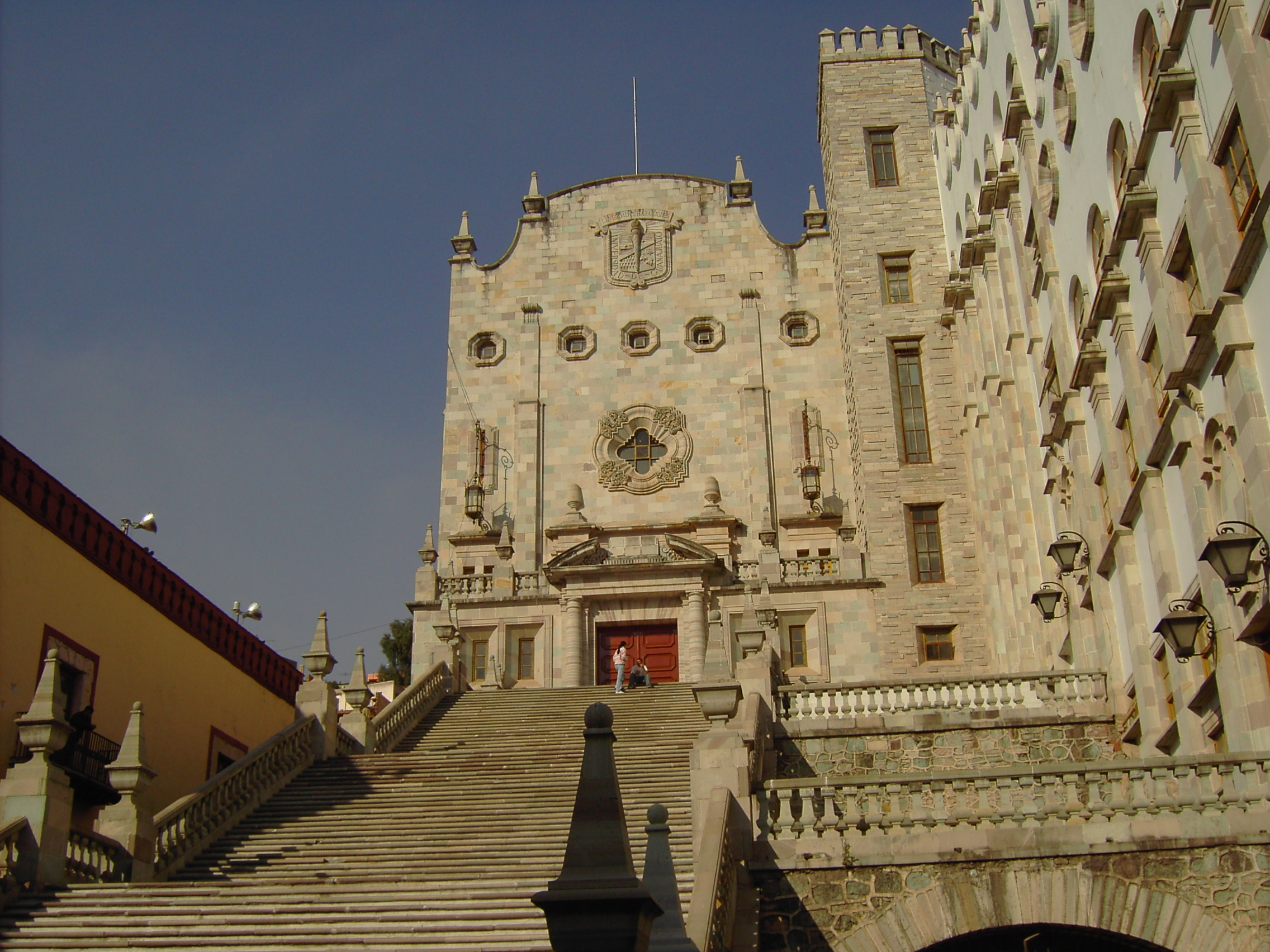
Университет

Старое название местности — Mo-o-ti — происходит из слов языка пурепеча, обозначающих «металлическое место». Позже селение было названо ацтеками «Paxtitlán» — «место соломы». Современное название происходит из языка пурепеча «Quanax huato», что переводится, как «холмистое место лягушек». Первыми жителями селения были отоми, которые позже были вытеснены чичимеками и пурепечами. Здесь издавна была развита добыча металлов, а ацтеки в до-испанский период развили здесь добывающий промысел. Легенды говорили о богатых залежах золота.
Испанцы, после завоевания центральной части Мексики, нашли в районе Гуанахуато залежи золота. Город был основан в 1546 вице-королём Антонио де Мендосой и назван Королевские Шахты Гуанахуато (Real de Minas de Guanajuato). Несмотря на спорадические нападения чичимеков, население форта росло. Вскоре форт получил статус города с названием Санта Фе Реаль де Минас де Гуанахуато. Первая церковь была освящена в 1555. 
В XVIII веке город стал важным местом по добыче серебра и стал самым богатым городом в Новой Испании. Несмотря на богатства, большая часть населения проживала в бедности. В конце XVIII веке  в городе вспыхнуло восстание против налогов. Потом были большие протесты против изгнания Иезуитов.
Война за независимость Мексики вспыхнула в штате в городе Долорес, когда отец Мигель Идальго-и-Костилья прокричал «Grito de Dolores» и поднял повстанческую армию 15 и 16 сентября 1810. Эта армия прошла в Сан Мигель, сейчас Сан-Мигель-де-Альенде, а затем и на город Гуанахуато. 
После достижения независимости Гуанахуато стал столицей одноимённого штата. В 1858 город даже стал временной столицей страны. В 1863 город был занят французами. В 1868 Гуанахуато был освобождён. В 1870-х была возрождена горнодобывающая промышленность. В 1988 центр города был объявлен Всемирным наследием ЮНЕСКО.

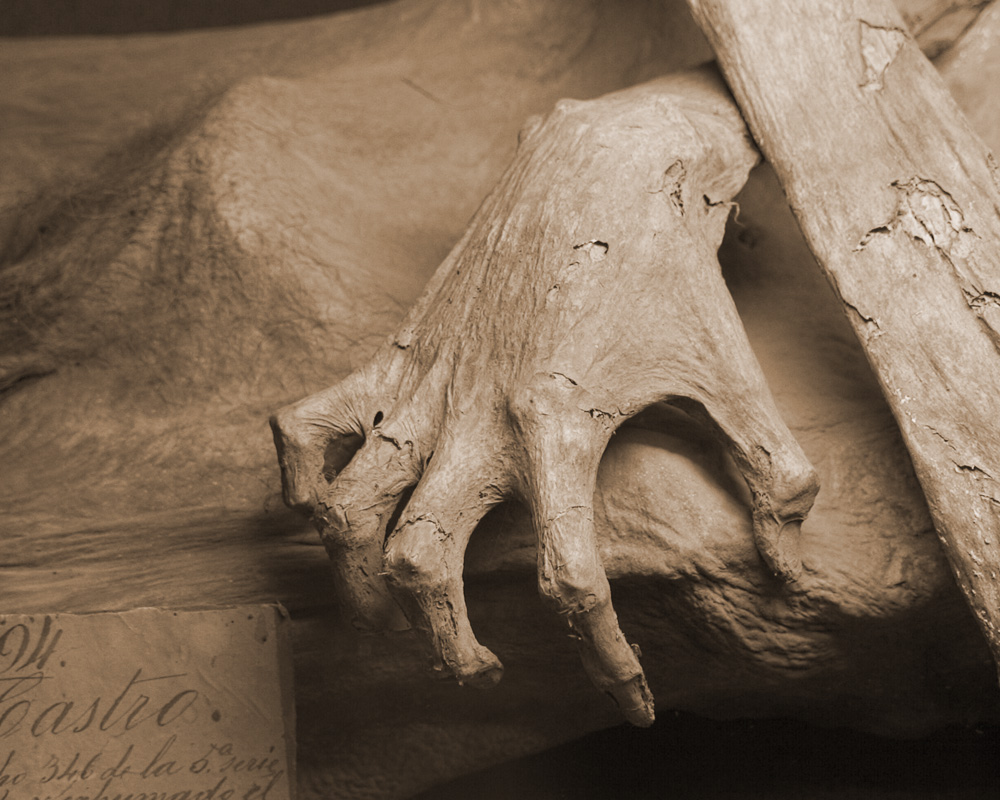
Рука мумии Гуанахуато. Из-за погодных и почвенных условий в городе Гуанахуато, органы, как правило, обезвоживаются и мумифицируются. Невостребованные тела часто выставляют для общественного просмотра

## Интересные факты
- Главное здание университета Гуанахуато снималось в фильме «Однажды в Мексике» как президентский дворец.
- Город является малой родиной Хулио Хуренито, одного из главных персонажей книги Ильи Эренбурга «Необычайные похождения Хулио Хуренито и его учеников».

## Ссылки

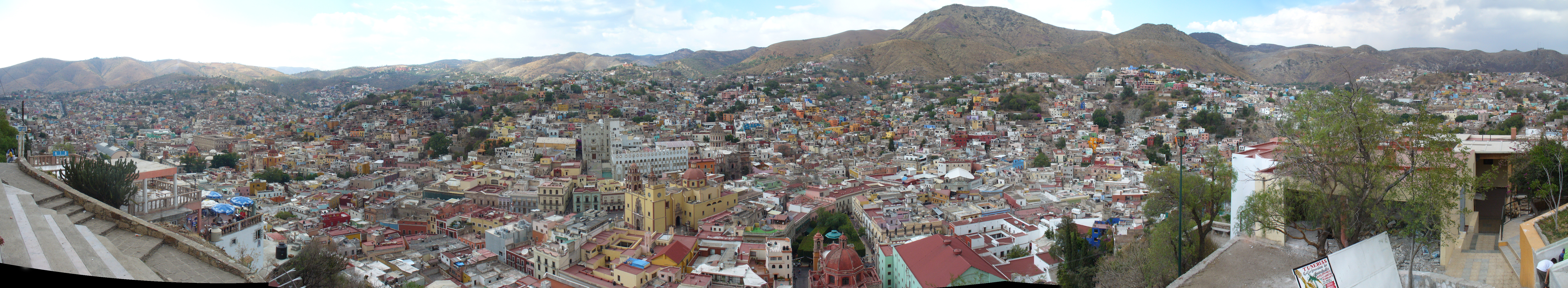
Панорамный вид на город